# العلاقات الإسرائيلية البوتسوانية
العلاقات الإسرائيلية البوتسوانية هي العلاقات الثنائية بين إسرائيل وبوتسوانا. لدى البلدان علاقات رسمية ولكن دون وجود سفارات أو قنصليات رسمية في عاصمتهما، وقد توصل البلدان إلى عدد من الاتفاقيات على المستوى الحكومي كما يوجد نشاط اقتصادي ضمن القطاع الخاص بين البلدين.

## تاريخ
أقام البلدان روابط دبلوماسية عام 1993، وذلك عقب توقيع إسرائيل ومنظمة التحرير الفلسطينية لاتفاق أوسلو. قدم دان شاهام بن هايون أوراق اعتماده الدبلوماسية إلى بوتسوانا من أجل أن يصبح ممثلاً رسمياً خلال شهر فبراير من عام 2012. ولكنه يمارس أعماله في ناميبيا المجاورة.

## الروابط الاقتصادية والتعليمية
يوجد ست شركات للألماس متمركزة في إسرائيل تقوم بعمليات في منطقة الألماس بالعاصمة البوتسوانية غابورون، وتوظف حوالي 1,000 مواطن بوتسواني.
وافقت جامعة بن غوريون عام 2012 على تيسير إنشاء مؤسسة جديدة تدعى جامعة بوتسوانا الدولية للعلوم والتكنولوجيا. وستكون جامعة بن غوريون مسؤولة عن التدريس وبناء القدرات البحثية للجامعة. كما سيتم دعوة طلاب من الدولة الأفريقية إلى إسرائيل لاستكمال دراستهم قبل عودتهم ليساهموا في تشكيل كادر جامعي. ووفقاً للسفير الإسرائيلي دان شاهام: «سيتم اختيار نحو 250 طالباً لبدء دراستهم في الأشهر المقبلة، وسيتم إضافة المزيد والمزيد من الطلاب والمزيد من الموضوعات تدريجياً، حتى تغدو جامعةً حقيقيةً».
تواجه بوتسوانا تصحراً شديداً للأراضي. وقد جرى اقتراح النموذج الإسرائيلي في مجال مكافحة التصحر اعتماداً على التطورات التقنية في البلاد ضمن قطاعي الزراعة وتحلية المياه.